# Emmanuel Dewees
Emmanuel Dewees né le 18 février 1948 à Rosendaël dans le Nord, est un homme politique français.

## Biographie
Emmanuel Dewees est né le 18 février 1948 à Rosendaël, commune limitrophe à l'époque de Dunkerque. Il passe son enfance aux Glacis quartier populaire de Dunkerque où ses parents tiennent une épicerie. Après des études au lycée Notre-Dame-des-Dunes il devient Assistant juridique puis en 1975 avocat dans la cité de Jean Bart.
En 1977, il fait la connaissance de Claude Prouvoyeur maire de Dunkerque qui lui demande de figurer sur sa liste pour les élections municipales. Après la victoire de celui ci, Emmanuel Dewees devient conseiller municipal. 6 ans plus tard, nouvelle victoire du maire de Dunkerque qui le nomme 3e adjoint au maire.
Mars 1985, à la suite du redécoupage en 1982 du canton de Dunkerque-Est, il se présente sous la bannière RPR dans le nouveau canton de Coudekerque-Branche fief d'André Delattre maire (PS) de Coudekerque-Branche. À la surprise générale, il devient  conseiller général, mandat qu'il gardera jusqu'en 1998.
Lors des élections législatives de 1986, il est 10e sur la liste (RPR-CNI) emmenée par Albin Chalandon mais n'est pas élu au Palais Bourbon.
Aux élections législatives de 1993 à Dunkerque, il bat le député sortant André Delattre et devient député de la 13e circonscription du Nord.
Après cette victoire, il se présente sans succès à l'élections municipales de Dunkerque de 1995 face à Michel Delebarre qui était devenu en 1989 maire de Dunkerque.
En 1997 à la suite de la dissolution de l'Assemblée nationale décidée par le président de la République, Jacques Chirac, il perd son siège député du Nord face à Michel Delebarre, après cette défaite, il ne joua plus un rôle politique de premier plan dans la vie politique locale.
Aux élections municipales de 2014, il est en cinquième position sur une liste DVD au cœur des monts des Flandres à Boeschepe mais la liste emmenée par Jean-Luc Hauw n'est pas élue.
Six ans plus tard en septième position sur une Liste La parole aux Boeschépois il n'est pas élu.

## Détail des fonctions et des mandats
Mandat parlementaire
- 28 mars 1993 - 21 avril 1997 : Député de la 13e circonscription du Nord.

Mandats locaux
- 17 mars 1985 - 22 mars 1998 : Conseiller général du canton de Coudekerque-Branche,
- 20 mars 1977 - 13 mars 1983 : Conseiller municipal de Dunkerque,
- 13 mars 1983 - 19 mars 1989 : 3e adjoint au maire de Dunkerque[6],
- 13 mars 1983 - 18 mars 2001 : Conseiller communautaire à la Communauté urbaine de Dunkerque,

## Autre fonction
- 1er janvier 1978 - 19 mars 1989 : président de l'ADUGES (Association dunkerquoise de gestion des équipements sociaux).